# Колезеко I (Кјети)
Колезеко I (итал. Collesecco I) је насеље у Италији у округу Кјети, региону Абруцо.
Према процени из 2011. у насељу је живело 19 становника. Насеље се налази на надморској висини од 133 м.